# Palazzo Sauli
Il palazzo Sauli è un edificio storico italiano, collocato in vico dei Ragazzi nº 6, nel quartiere della Maddalena del centro storico di Genova. L'edificio fu inserito nella lista dei palazzi iscritti ai Rolli di Genova.

## Storia e descrizione
Il palazzo, proprietà della famiglia Sauli, è inserito nei rolli di Genova dal 1588, ma gli interventi cinquecenteschi da Soziglia a Banchi producono una marginalizzazione del sito, principalmente a causa di un nuovo percorso che collega la Ripa con Banchi-Campetto-via Scurreria.
Tratti cinquecenteschi sono ancora riconoscibili nella scala con volte a crociera, colonne e balaustre a rocchetto di marmo, nonostante che oggi l'edificio sia connotabile come casa di affitto di età contemporanea. Preesistenze medievali sono denunciate in facciata dalla tessitura muraria basamentale in conci di pietra e da archetti pensili con struttura in aggetto.
Nel XVII e XVIII secolo l'edificio è interessato da trasformazioni dell'antica distribuzione verticale, con eliminazione della prima rampa di scale, spostamento dell'ingresso originario e conseguente riduzione dell'atrio, ma soprattutto con la realizzazione di un collegamento con il vicino palazzo dei Padri Scolopi sul vico chiuso.